# Skarhults slott

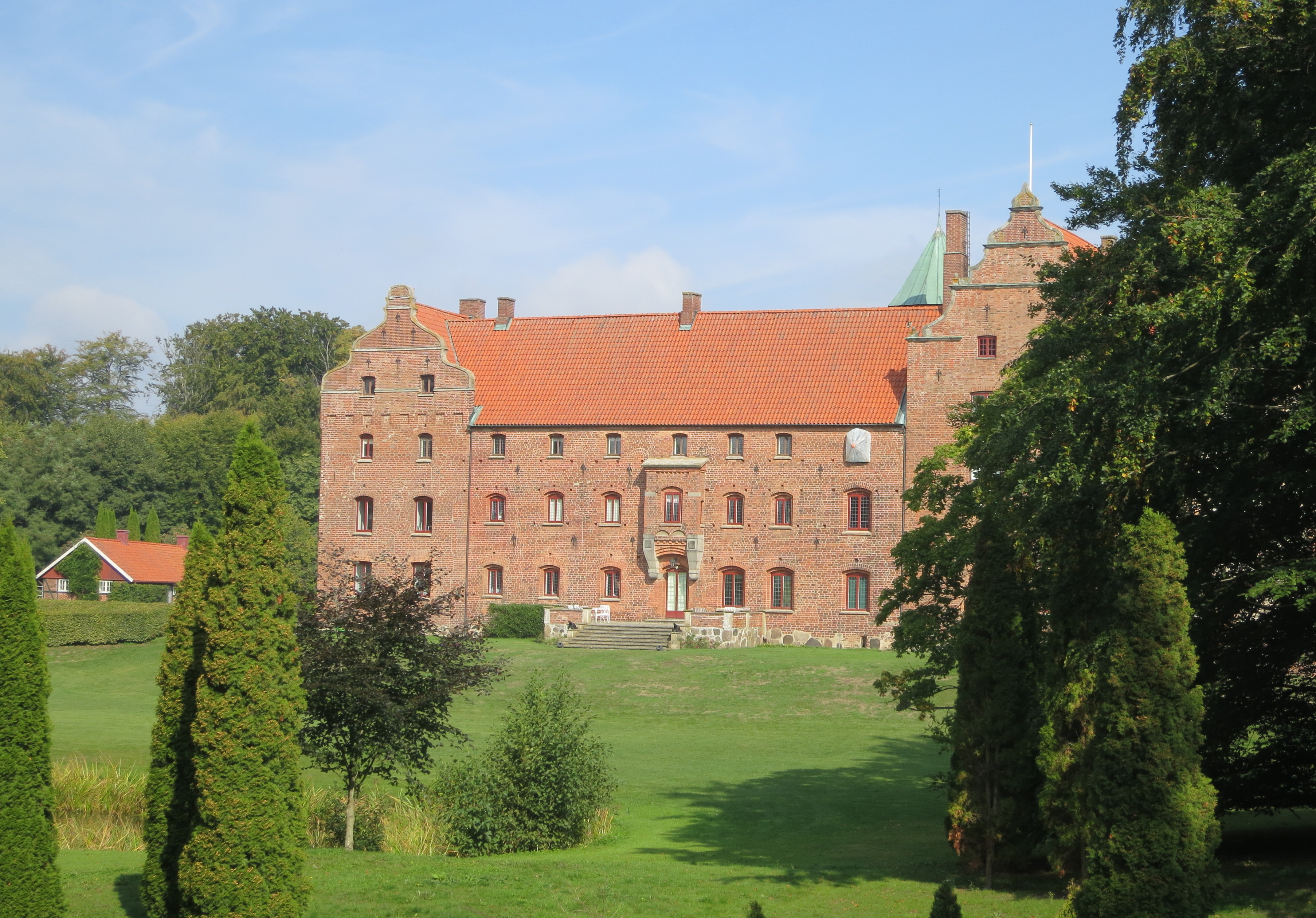
Slottet från söder

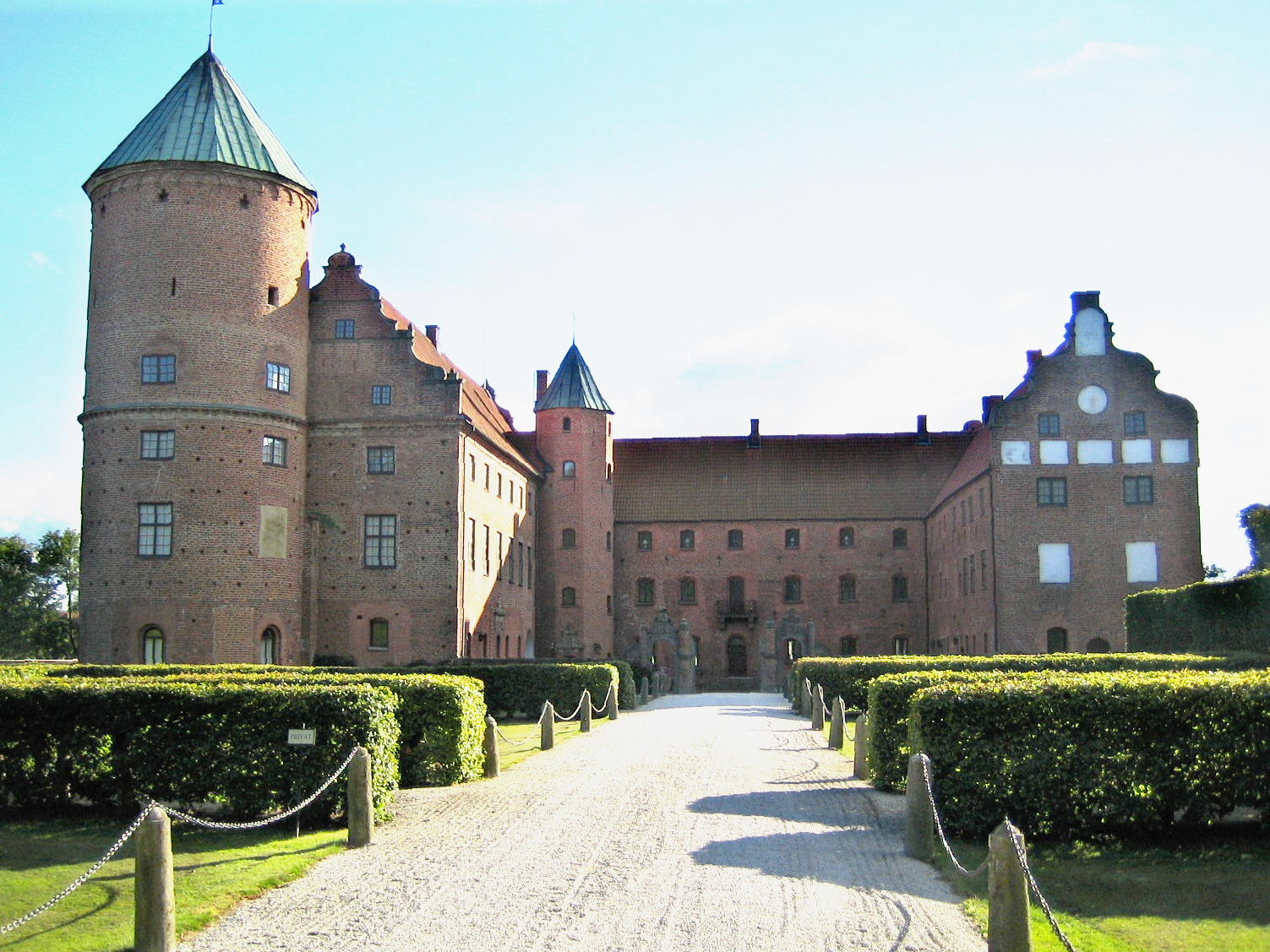
Slottet från norr

Skarhults slott är ett slott i Skarhults socken i Eslövs kommun. Skarhult ligger vid Bråån omkring 15 kilometer nordöst om Lund. Sedan år 2014 arrangeras i en del av slottet kulturhistoriska utställningar med olika teman sommartid.

## Slottsbyggnaden
Vid stranden av Bråån, på den plats där Skarhults slott ligger idag, låg under äldre medeltid byn Skarhult. Det nuvarande slottet började byggas i början av 1500-talet. Byggnaden är uppförd av tegel med mellanfyllning av gråsten. Den består av en mellanbyggnad och två vidhängande flyglar, som mot norr omsluter en öppen borggård. I det inre sydöstra hörnet står ett åttkantigt trapptorn och vid den östra längans nordöstra hörn ett stort runt torn. Den äldsta delen ingår i den södra, eller mellersta längan, där det tidigare legat ett tvåvåningshus vars senmedeltida gavel och mur fortfarande finns bevarade. Slottet byggdes med tanke på eventuella fiender, vilket till exempel kan ses i det runda tornets styckeportar för kanoner, eller i muren under takfoten på den södra och östra längan som än idag bär spår av gluggar från den forna skyttegången.
På en stentavla över en inkörsport i den östra fasaden finns en inskription som anger att riksrådet Sten Rosensparre lät uppföra den "thette hus" alltså slottets östra länga år 1562. Denna flygel, som bildar huvudfasaden, har tre gavelrösten samt rika och smakfulla renässansdekorationer som är unika i Skåne. Dessa är troligen utförda omkring 1580 på uppdrag av Mette Rosenkrantz. Konsthistoriskt är fasadutsmyckningarna bitvis gåtfulla. Sydlängans massiva dekorationstourneller saknar direkt stilsammanhang med dåtidens nederländska byggnadskonst. Snarare vittnar de om smak för en äldre tid.
Slottets nyaste del är västlängan. Den uppfördes under sent 1500-tal, troligen av Steen Rosensparres son, Oluf Steensen Rosensparre. Trots att västlängan överflyglar sydlängan, är sydlängans gamla gavel bevarad. Idag kan gaveln med blindnischer av senmedeltida typ tydligt ses som ett av västflygelns södra sovrums innervägg. Sedan västlängan tillbyggdes har slottets former varit sig rätt lika. Avsikten var att en norrlänga så småningom skulle omsluta borggården, som dock förblivit öppen.
Slottet har troligen initialt omgivits av bestyckade murar som sträckte sig ända fram till stenladugården. Dessa förstärktes ytterligare av breda vallgravar. Under nära 100 år tilläts slottet förfalla. På 1840-talet, när slottet var i kunglig ägo, initierades en renovering under ledning av  CG Brunius. Under denna renovering återställdes de tidigare (under 1820-talet) förstorade fönstren på östfasaden till sin originalstorlek. Än idag kan man se hur Brunius' fönster sitter i äldre fönsterhåltagningar.

## Historia
Skarhults ägarlängd berättar om en lång rad adelsmän som har ägt slottet senaste 500 åren, men många är också de kvinnor som har påverkat slottets historia..

### Ätten Rosensparre

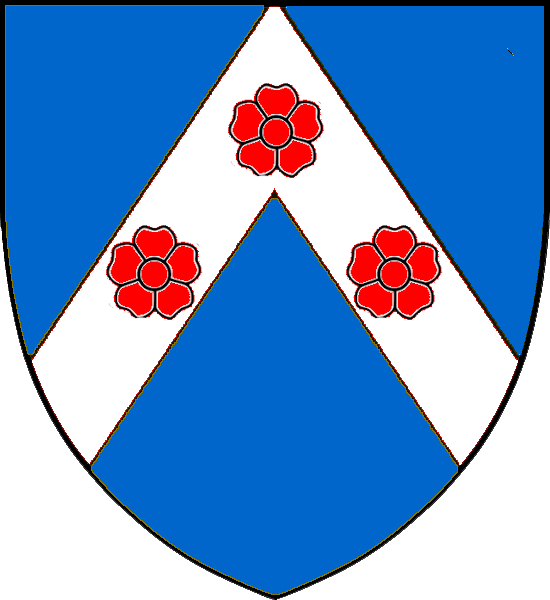
Vapensköld för ätten Rosensparre

Godset, förr skrivet Skarholta och Skarolt, tillhörde åtminstone sedan 1300-talet den danska frälseätten Rosensparre. Släkten kallade sig även Skarholt. Den äldste, med visshet kände, av ätten Skarholt är Johannes Nielsen, landsdomare i Skåne som skrev sig till Skarhult på 1350-talet. Hans ämbete bekläddes vidare av flera av hans efterkommande. Namnet Rosensparre, som också användes av släkten, kom från sköldemärket: tre röda rosor på en silversparre mot blå botten.
Sten Rosensparre var en skånsk adelsman och riksråd. Han var född 1523 och uppfostrades efter sin fars död 1530 av sin mor på Skarhult. Sten Rosensparre gifte sig omkring 1552 med Oluf Rosenkrantz dotter Mette Rosenkrantz. År 1565 stupade Sten i slaget vid Axtorna i Halland. Hans änka Mette Rosenkrantz på Vallö slutförde det ombygge av Skarhult som påbörjats av hennes förste make. Ett par år senare gifte Mette om sig med Peder Oxe Gisselfeldt. Peder Oxe ägde en mängd stora egendomar samt Ravnsborgs län. Vid Peder Oxes död 1575 ärvde hans hustru makens stora förmögenhet och blev därmed Danmarks rikaste kvinna.
Länge har hävdats att när Mette Rosenkrantz dog på Skarhult 1588 begravdes hon i Skarhults kyrka och hon är avbildad med sin make på en gravsten. Brunius uppgav dock att man vid en gravundersökning bara påträffade en kista, Sten Rosensparres. Mette Rosenkrantz vilar tillsammans med sin andre man Peder Oxe i Vor Frue Kirke i Köpenhamn.
Sonen och sedermera riksrådet Oluf Steensen Rosensparre ärvde Skarhult och det var sannolikt han som uppförde den västra längan. Oluf fick endast döttrar och med hans död 1624 slocknade ätten Rosensparre på svärdssidan.

### Ätten Ruud
Av Oluf Steensen Rosensparres döttrar gifte sig Birgitte, drottningens kammarjungfru, med Corfitz Eriksen Ruud på Sandholt. De löste ut hennes syster Elisabeth och blev ensamma ägare till Skarhult.

### ÄttenTrolle
Birgittes och Corfitz äldsta dotter Mette Crofitzdatter gifte sig med Niels Trolle på danska Trolleholm (numer Holsteinborgs slott) och kom att ärva Skarhult. Sonen Corfitz Trolle ärvde i sin tur egendomen från sin mor och blev den siste av Skarhults dansk-skånska ägare.

### ÄttenDe la Gardie
Enligt historieskrivningen skulle länge greve Pontus Fredrik De la Gardie ha köpt Skarhult av Corfitz Trolle. Pontus Fredrik De la Gardie var son till Ebba Brahe och bror till Magnus Gabriel De la Gardie. Senare tids forskning visar att det inte var Pontus Fredrik De la Gardie, utan i själva verket hans hustru, Beata Elisabeth von Königsmarck, som köpte Skarhult 1663 för egna pengar och drev det fram till sin död 1723. Då hon som gift kvinna var omyndig i juridisk bemärkelse framstår hon i ägarlängden inte som ägare till Skarhult förrän maken dör 1692. Förutom Skarhult ägde Beata von Königsmarck också Marsvinsholms slott utanför Ystad samt Velamsund utanför Stockholm.
Beata von Königsmarck var dotter till fältmarskalk Hans Christoffer von Königsmarck. Hon rustade upp ladugården efter branden 1676 och kom att äga Skarhult i 62 år. Pontus Fredrik De la Gardie och Beata von Königsmarck fick 1657 dottern Ebba Maria och 1661 Johanna Eleonora. Beata överlevde inte bara sin enda gifta dotter, generallöjtnant Erik Gustaf Stenbocks maka, utan även dennas dotter Fredrika Wilhelmina Stenbock och hennes man, Nils Brahe på Skokloster. Vid änkegrevinnan von Königsmarcks död 1723, var hennes arvtagare en knappt tvåårig dotterdotterson, Erik Brahe.

### ÄttenBrahe
Erik Brahe fick sin militära utbildning vid Norra skånska kavalleriregementet där han avancerade till major. Under denna tid vistades han tillfälligt på Skarhult. Den mesta tiden tillbringade han på sina många uppsvenska gods. Han blev 1752 överste för livregementet till häst och tjänstgjorde som lantmarskalk vid 1751-52 års riksdag. Erik Brahe var en av Adolf Fredriks förtrogna, tillhörde hovpartiet och invecklades i dess planer på statskupp. Kuppen röjdes dock i förtid. Trots att Erik Brahes delaktighet inte kunde bevisas dömdes han till döden och halshöggs på Riddarholmstorget 1756. Samma år dog fyra av hans barn. Hans son Magnus Fredrik Brahe, som skulle bli formell arvtagare till Skarhult, föddes ett par månader efter faderns avrättning.
Under lång tid framåt sköttes godset av inspektorn och kornetten Olof Wallstedt. Erik Brahes hustru Stina Piper, barnbarn till Christina Piper, fick Skarhult i morgongåva år 1754 och hon drev godset fram tills hon gifte om sig med Ulrik Scheffer 1773. Hon överlämnade då godset till sonen Magnus Fredrik Brahe.
Sonen, greve Magnus Fredrik Brahe, blev en av Gustav III:s gunstlingar. Han bar vid riksdagen 1778 kronprins Gustav IV Adolf till dopet och blev den förste innehavaren av värdigheten en av rikets herrar. Vid sidan av förvaltningen av sina gods Skarhult, Rydboholm, Skokloster och Salsta var Magnus Brahe lantmarskalk och kansler vid Uppsala universitet.

### ÄttenBernadotte
När Magnus Fredrik Brahe dog 1826 skingrades det Braheska godskomplexet. Arvingarna sålde Skarhult till kung Karl XIV Johan år 1826.

### Ättenvon Schwerin
Efter kungens död 1844 såldes Skarhult av Oscar I till ryttmästaren friherre Carl Johan Gustav Adolf Julius von Schwerin. Ätten Schwerin kom till Sverige på 1600-talet efter att ha funnits i Pommern sedan 1100-talet. Slottet, som länge stått tomt, var i dåligt skick och Schwerin lät fortsätta restaureringsarbetet efter Brunius förslag. Det var också då man anlade den engelska parken som idag omger slottet.
Julius von Schwerin gifte sig 1849 med Ingeborg Rosencrantz. Tillsammans fick de fem barn. Tre av syskonen förblev ogifta och levde på Skarhult livet ut. Familjen bodde på Skarhult utom under kalla vintermånader, då man hade skolhushåll i Lund.
När von Schwerin dog 1880 ärvdes egendomen av sonen Werner von Schwerin som fortsatte upprustningen av slottet och parken. Werner von Schwerin gifte sig inte och vid hans död 1922 ärvdes därför egendomen av brorsonen Hans Hugold Julius von Schwerin, son till professor Hans Hugold von Schwerin. Under hans tid moderniserades Skarhult både vad avser jordbruk och sociala förhållanden. Hans Hugold Julius von Schwerin skrev flera böcker om Skånes slott och deras historia.
Hans hustru, Margaretha von Schwerin, född Uddenberg, startade år 1944 Skarhults hushållskola, inledningsvis i samarbete med Märthaskolan i Stockholm. Vid Skarhults hushållsskola fick hundratals flickor lära sig sköta och driva större hushåll. Hushållsskolans elever erbjöds en åtta månader lång kurs, uppdelad på två terminer, alternativt en sex veckor lång sommarkurs med start efter midsommar. På schemat stod matlagning, bakning, tvätt, hemvård, barnavård, sömnad, värdinneskap och hemsjukvård. Hushållsskolan drevs fram till Hans Hugold Julius von Schwerins bortgång 1957.
Vid Hans Hugold Julius bortgång ärvdes Skarhult av sonen Werner von Schwerin. Denne var dock mycket ung och Skarhult arrenderades därför ut till Knut Laurin till dess att han var tillräckligt gammal för att kunna ta över driften. Werner von Schwerin var, liksom fadern hade varit på sin tid, ordförande i Frosta härads hembygdsförening, engagerad i Rotary, Svenska Frimurare Orden och Pimpinellaorden. Han satt i Eslövs kommunfullmäktige för moderaterna under 1970- och 1980-talen. År 1968 gifte han sig Lykke Horneman och paret fick fyra barn tillsammans, däribland sonen Carl Johan von Schwerin.
Vid Werner von Schwerins bortgång 1988 ärvdes Skarhult av sonen Carl Johan von Schwerin, som idag äger Skarhult tillsammans med sin hustru Alexandra von Schwerin. Paret har tre barn. Under deras tid har jordbruksverksamheten utökats med vindkraft, ekologisk äggproduktion samt utställningsverksamhet.

## Verksamhet
Egendomen Skarhult omfattar cirka 1 000 hektar och bedriver växtodling. De fem huvudgrödorna är sockerbetor, råg, vete, vårkorn och höstraps vilka odlas på vardera ca 160 hektar. Sedan 2012 odlar Skarhult också på 85 hektar ekologiskt enligt krav. Därutöver är 30 hektar energiskog, som utnyttjas i gårdens fjärrvärmeanläggning. Sedan sommaren 2015 bedrivs även ekologisk äggproduktion.
Godsmiljön har många byggnader, till exempel murarhuset, trädgårdsmästarbostaden, änkesätet, åttamannahuset, skolan, jägarbostaden och elevbostaden som hyrs ut som bostäder.
Sedan 1999 driver man, via företaget HS Kraft, elproduktion med åtta vindkraftverk med en årlig produktion om 25 gigawattimmar.
Efter flera års forskning rörande kvinnosidans insatser i slottets historia skapade Alexandra von Schwerin år 2014 en utställningsverksamhet på slottet sommartid mellan april och september och var även redaktör för boken Den dolda kvinnomakten. År 2014 öppnade den första utställningen Den dolda kvinnomakten: 500 år på Skarhults slott, vilket för första gången på 500 år gjorde slottet och slottsparken delvis tillgängliga för allmänheten.  Denna följdes sommaren 2015 av Den dolda kvinnomakten och barnen på Skarhults slott och år 2016 av "Älskare och älskarinnor - njutning och åtrå under 500 år". Sommaren 2017 repriseras Den dolda kvinnomakten och Älskare och älskarinnor och i början av detta år lanserades även en serie kortare undervisningsfilmer omkring slottets kvinnliga historia. Säsongen 2018 återkom grundutställningen Den dolda kvinnomakten. Samtidigt presenterades en ny utställning, Den goda manligheten som  berättar om manlighet under 500 år och om hur mansroller skiftat genom seklen. Under somrarna 2019–2020 visades en utställning om 
journalisten och författaren Ester Blenda Nordström